# 藤原執棹
藤原 執棹（ふじわら の とりさお/さおとり、生年不明 - 天平宝字8年9月18日（764年10月17日））は、奈良時代の貴族。氏姓は藤原朝臣のち藤原恵美朝臣。藤原南家、太師・藤原仲麻呂の九男。官位は従五位下・美濃守。

## 経歴
淳仁朝の天平宝字7年（763年）大伴小薩・笠不破麻呂・藤原継縄・紀広純・藤原蔵下麻呂とともに従五位下に叙爵される。翌天平宝字8年（764年）正月に美濃守に任官する。美濃国は三関のひとつである不破関が存在した軍事の上での要地で、当時の美濃少掾は藤原仲麻呂の家司である村国島主であった。またこの時に、愛発関があった越前国の国守には兄の藤原辛加知が任ぜられている。
同年9月に発生した藤原仲麻呂の乱に参加するが、敗走して同月18日に近江国勝野の鬼江（現在の滋賀県高島市）の辺で一族郎党44人とともに斬殺された。

## 官歴
『続日本紀』による。
- 時期不明：正六位上
- 天平宝字7年（763年）正月9日：従五位下
- 天平宝字8年（764年）正月21日：美濃守。9月18日：卒去（藤原仲麻呂の乱）